# Weekend affair
 (octobre 2024).
Si vous disposez d'ouvrages ou d'articles de référence ou si vous connaissez des sites web de qualité traitant du thème abordé ici, merci de compléter l'article en donnant les références utiles à sa vérifiabilité et en les liant à la section « Notes et références ».
 (octobre 2024).
 (octobre 2024).
La mise en forme du texte ne suit pas les recommandations de Wikipédia : il faut le « wikifier ».
Les points d'amélioration suivants sont les cas les plus fréquents :
- Les titres sont pré-formatés par le logiciel. Ils ne sont ni en capitales, ni en gras.
- Le texte ne doit pas être écrit en capitales (les noms de famille non plus), ni en gras, ni en italique, ni en « petit »…
- Le gras n'est utilisé que pour surligner le titre de l'article dans l'introduction, une seule fois.
- L'italique est rarement utilisé : mots en langue étrangère, titres d'œuvres, noms de bateaux, etc.
- Les citations ne sont pas en italique mais en corps de texte normal. Elles sont entourées par des guillemets français : « et ».
- Les listes à puces sont à éviter, des paragraphes rédigés étant largement préférés. Les tableaux sont à réserver à la présentation de données structurées (résultats, etc.).
- Les appels de note de bas de page (petits chiffres en exposant, introduits par l'outil «  Source ») sont à placer entre la fin de phrase et le point final[comme ça].
- Les liens internes (vers d'autres articles de Wikipédia) sont à choisir avec parcimonie. Créez des liens vers des articles approfondissant le sujet. Les termes génériques sans rapport avec le sujet sont à éviter, ainsi que les répétitions de liens vers un même terme.
- Les liens externes sont à placer uniquement dans une section « Liens externes », à la fin de l'article. Ces liens sont à choisir avec parcimonie suivant les règles définies. Si un lien sert de source à l'article, son insertion dans le texte est à faire par les notes de bas de page.
- La présentation des références doit suivre les conventions bibliographiques. Il est recommandé d'utiliser les modèles {{Ouvrage}}, {{Chapitre}}, {{Article}}, {{Lien web}} et/ou {{Bibliographie}}. Le mode d'édition visuel peut mettre en forme automatiquement les références.
- Insérer une infobox (cadre d'informations à droite) n'est pas obligatoire pour parachever la mise en page.

Pour une aide détaillée, merci de consulter Aide:Wikification.
Si vous pensez que ces points ont été résolus, vous pouvez retirer ce bandeau et améliorer la mise en forme d'un autre article.
Weekend Affair est un groupe de musique français originaire de Lille créé en 2012 par le chanteur bassiste Louis Aguilar et le batteur claviériste Cyril Debarge.
L'utilisation de synthétiseurs, de basse et de batterie caractérise leur musique comme synthpop, electropop. 
Le 1er premier EP Sweet Face du groupe sort le 27 janvier 2013 et est chanté en anglais, produit Rubin Steiner, sorti sur le label lillois Play it loudly records. Il sera remarqué par Jean Daniel Beauvallet qui écrira un premier article dans les Inrocks. Le deuxième EP sera produit par le batteur du groupe et sortira le 11 novembre 2013, toujours sur le label lillois Play it loudly. Ces 2 sorties attirent l'attention de la société de production de spectacle lilloise A gauche de Lune, avec qui ils s'engageront pour la production de leur live. 
Il sortiront en mars 2015 leur 1er album Welcome to you fate avec le label bordelais Platinum records. L'album est largement décrit dans le journal Gonzai.
En décembre 2015, ils rencontrent avec Yuskek. Ils décident de travailler ensemble. Le producteur rémois produit les nouveaux morceaux chantés en français du groupe et les sort sur son label Partyfine. Le double single Duel part 1 & 2 sort le 13 mai 2016. Fin 2024, le double single cumule plus de 8 millions de streams toutes plateformes confondues. Le single Duel part 1 est utilisé pendant 4 ans dans la publicité du sac Double C de Cartier. Romain Lejeune pour Les Inrocks parle de "débuts impressionnants". Tsugi, dans la version papier de juillet 2016 dit que "le miracle est arrivé"
Le morceau Descends sort le 7 juillet 2015. C'est le deuxième plus gros succès du groupe, il compte 6 millions de streams à ce jour. Suit le single L'indécise, le 15 décembre 2015. L'album Du Rivage sort le 26 janvier 2018. Albin de la Simone a travaillé sur les arrangements de ce disque. L'artwork de ce disque est une photo de l'amiénois Ludovic Leleu. Elle a été prise dans la veille piscine municipale Vallerey, démolie depuis. Cette sortie d'album est remarquée grâce aux clips des morceaux L'indécise, réalisé par Jérôme De Gerlache avec l'actrice Lou Gala et La fête est finie, réalisé par Quentin Tavernier, mettant en scène dans une fiction l'idylle d'un patron et d'un jeune employé. Il gagnera le prix du film clip international au festival Clipped Music Video Festival de Sydney. Le titre Tu m'emmènes sur lequel chante Cléa Vincent sera utilisé pour une scène de l'épisode 7 de la saison 3 d'Emily in Paris.
Une quarantaine de concerts suivent la sortie de l'album. Le groupe se produit principalement en France, à l'exception de 2 concerts organisés par l'institut français de Russie à Moscou et St Petersbourg, le 13 et 14 décembre 2019.
Ils sortent le single chanté en français Fini de Jouer le 8 octobre 2021. L'album Quand vient la nuit sort le 26 novembre 2021 sur le label lillois Play it loudly. Ils enregistrent un concert live de 4 titres pour l'émission Les Hauts en Scène de France 3 Hauts-de-France. Les titres Dépêche-toi et Déshabillée sont respectivement utilisés dans l'épisode 10 de la saison 3 et l'épisode 4 de la saison 4 d'Emily in Paris

## Discographie

### Albums studio
- 2015 - Welcome to Your Fate (Platinum records)
- 2018 - Du rivage (Partyfine / Play It Loudly Records)
- 2021 - Quand vient la nuit (Play It Loudly Records)
- 2025 - Vol intérieur (Partyfine / Play It Loudly Records)

### Singles et EPs
- 2013 : Sweet Face (Play it loudly records)
- 2013 : The last time you had fun (Play it loudly records)
- 2014 : Stuck on land (Platinum records)
- 2016 : Duel (Partyfine)
- 2017 : Descends (Partyfine)
- 2017 : L'indécise (Partyfine)
- 2019 : J'ai Chaud (sur la compilation Partyfine, Vol4, Danse dans le noir)
- 2021 : Fini de Jouer (Play it loudly records)
- 2023 : Piano Reworks (Play it loudly records)
- 2024 : Promenons-nous (Partyfine)
- 2024 : Si tu m'adores (Partyfine)
- 2024 : Comme tout le monde (Partyfine)